# Владислав Комар
Владислав Стефан Комар (пол. Władysław Stefan Komar; нар. 11 квітня 1940 — пом. 17 серпня 1998) — польський легкоатлет, який спеціалізувався в штовханні ядра.

## Із життєпису
Олімпійський чемпіон зі штовхання ядра (1972).
Фіналіст олімпійських змагань зі штовхання ядра на двох інших Олімпіадах — 6-е місце у 1968 та 9-е місце.
Дворазовий бронзовий призер чемпіонатів Європи зі штовхання ядра (1966, 1971). Фіналіст змагань зі штовхання ядра на двох інших чемпіонатах Європи — 4-е місце у 1962 та 6-е місце у 1974.
Триразовий срібний (1968, 1972, 1978) та дворазовий бронзовий (1967, 1977) призер чемпіонатів Європи в приміщенні зі штовхання ядра.
14-разовий чемпіон Польщі зі штовхання ядра (1963, 1964, 1965, 1967, 1968, 1969, 1970, 1971, 1972, 1973, 1975, 1976, 1977, 1978).
Дворазовий чемпіон Польщі в приміщенні зі штовхання ядра (1977, 1978).
По закінченні спортивної кар'єри багато знімався в кіно.
Трагічно загинув в автокатастрофі разом з Тадеушом Слюсарським, польським олімпійським чемпіоном 1976 зі стрибків з жердиною, з яким похований разом.

## Визнання
- Кавалер Офіцерського Хреста Ордену Відродження Польщі (1972)
- У Мендзиздроє із 1999 проводяться щорічні легкоатлетичні змагання — «Меморіал Владислава Комара та Тадеуша Слюсарського».